# Ourapteryx picticaudata
Ourapteryx picticaudata là một loài bướm đêm trong họ Geometridae.